# وزارت اطلاعات و فرهنگ (کویت)
وزارت اطلاعات و فرهنگ (انگلیسی: Ministry of Information and Culture) یکی از سازمان‌های دولتی کویت است که جزئی از کابینه این کشور محسوب می‌شود. وزیر فعلی این وزارتخانه عبدالرحمان بداح المطیری است.
این وزارتخانه در سال ۱۹۷۹ با فرمانی از سوی شیخ جابر احمد الصباح، امیر کویت، تأسیس شد. این وزارتخانه مسئولیت سیاست‌گذاری رسانه‌ای، فکری و فرهنگی را بر عهده دارد و در حمایت از هنر مشارکت می‌کند. وزارت اطلاعات همچنین به امور گردشگری و آثار باستانی نیز رسیدگی می‌کند.

## تاریخچه
سال ۱۹۵۴ شاهد آغاز جنبش رسانه‌ای کویت بود. روزنامه رسمی تأسیس شد و اندکی پس از صدور، به همراه چاپخانه‌هایش به اداره چاپ و انتشارات که در سال ۱۹۵۵ تأسیس شده بود و شیخ صباح الاحمد ریاست آن را بر عهده داشت، پیوست.
در آغاز سال ۱۹۶۲، ادارات دولتی به وزارتخانه تبدیل شدند. نام رسمی اداره انتشارات و انتشارات دولتی «وزارت ارشاد و اخبار» شد و اداره رادیو و تلویزیون نیز به آن سپرده شد.
تلویزیون کویت از سال ۱۹۶۱ با گام‌های سریع و رو به رشدی آغاز به کار کرد. در آن زمان وزارت ارشاد و اخبار مسئولیت پخش برنامه‌های تلویزیونی را بر عهده گرفت. در سال ۱۹۶۹، کویت یک ایستگاه پخش تلویزیونی در دبی با نام «تلویزیون کویت از دبی» تأسیس کرد.

## فهرست وزیران
| نام                             | از   | تا   |
| ------------------------------- | ---- | ---- |
| صباح الاحمد                     | ۱۹۶۲ | ۱۹۶۳ |
| مبارک عبدالله الاحمد الصباح     | ۱۹۶۳ | ۱۹۶۳ |
| صباح الاحمد                     | ۱۹۶۳ | ۱۹۶۴ |
| جابر العلی السالم الصباح        | ۱۹۶۴ | ۱۹۸۱ |
| صباح الاحمد                     | ۱۹۸۱ | ۱۹۸۵ |
| ناصر المحمد احمد الجابر صباح    | ۱۹۸۵ | ۱۹۸۶ |
| جابر المبارک الحمد الصباح       | ۱۹۸۸ | ۱۹۹۰ |
| بدر الیعقوب                     | ۱۹۹۰ | ۱۹۹۲ |
| سعود ناصر السعود الصباح         | ۱۹۹۲ | ۱۹۹۶ |
| یوسف محمد السمیط                | ۱۹۹۸ | ۱۹۹۹ |
| سعد بن طفله                     | ۱۹۹۹ | ۲۰۰۰ |
| سعود ناصر السعود الصباح         | ۲۰۰۰ | ۲۰۰۱ |
| احمد الفهد الاحمد الصباح        | ۲۰۰۱ | ۲۰۰۳ |
| محمد عبدالله ابوالحسن           | ۲۰۰۳ | ۲۰۰۵ |
| انس محمد الرشید                 | ۲۰۰۵ | ۲۰۰۶ |
| محمد السنعوسی                   | ۲۰۰۶ | ۲۰۰۷ |
| بدر ناصر الحمیدی                | ۲۰۰۶ | ۲۰۰۶ |
| عبدالله سعود المحلبی            | ۲۰۰۷ | ۲۰۰۷ |
| صباح الخالد الصباح              | ۲۰۰۸ | ۲۰۰۹ |
| احمد عبدالله الصباح             | ۲۰۰۹ | ۲۰۱۱ |
| محمد عبدالله المبارک الصباح     | ۲۰۱۲ | ۲۰۱۲ |
| سلمان صباح السالم الحمود الصباح | ۲۰۱۲ | ۲۰۱۵ |
| محمد عبدالله المبارک الصباح     | ۲۰۱۶ | ۲۰۱۶ |
| محمد الجابری                    | ۲۰۱۶ | ۲۰۲۰ |
| عبدالرحمان بداح المطیری         | ۲۰۲۰ | ۲۰۲۱ |
| حمد احمد روح‌الدین               | ۲۰۲۱ | ۲۰۲۲ |
| عبدالرحمان بداح المطیری         | ۲۰۲۲ |      |

منابع: